# The Flying Fool (1929)
The Flying Fool is een Amerikaanse avonturenfilm uit 1929 onder regie van Tay Garnett. Destijds werd de film in Nederland uitgebracht onder de titel De vliegende dwaas.

## Verhaal
Bill Taylor is een gevechtspiloot uit de Eerste Wereldoorlog. Zijn broer Jimmy en hij dingen allebei om de hand van de knappe nachtclubzangeres Pat Riley. Uiteindelijk kiest ze voor Bill, maar daarmee is de kous niet af.

## Rolverdeling
| Acteur          | Personage                   |
| --------------- | --------------------------- |
| William Boyd    | Bill Taylor                 |
| Marie Prevost   | Pat Riley                   |
| Tom O'Brien     | Tom Dugan                   |
| Russell Gleason | Jimmy Taylor                |
| Kate Bruce      | Mevrouw Riley               |
| Dan Wolheim     | Directeur van de luchthaven |
| Dorothy Ward    | Mae Hopper                  |